# Funzionale
In matematica, più precisamente in analisi funzionale, un funzionale è una qualsiasi funzione definita su un insieme di funzioni {\displaystyle X} (spazio funzionale) con valori in {\displaystyle \mathbb {R} } o {\displaystyle \mathbb {C} .} Solitamente su {\displaystyle X} si considerano strutture aggiuntive come quella di spazio vettoriale o spazio topologico. Particolare importanza rivestono i funzionali che sono trasformazioni lineari: l'insieme dei funzionali lineari su uno spazio vettoriale è detto duale dello spazio vettoriale.

## Esempio
L'associazione:
{\displaystyle x_{0}\mapsto f(x_{0})}
è una funzione con argomento {\displaystyle x_{0}}.
Una funzione che associa un'altra funzione al valore di quest'ultima in un dato punto fissato {\displaystyle x_{0}}:
{\displaystyle f\mapsto f(x_{0})}
è un funzionale (e il punto {\displaystyle x_{0}} può essere considerato come un parametro). Ad esempio, le distribuzioni sono funzionali lineari continui (la linearità non implica la continuità in spazi di dimensione infinita).

## Equazioni funzionali
Un'equazione funzionale è un'equazione per un funzionale {\displaystyle g} in cui la funzione incognita compare in forma implicita, ovvero {\displaystyle g(h_{1},\dots ,h_{n})=0}, dove {\displaystyle h_{1},\dots ,h_{n}} sono funzioni (variabili) note e/o incognite. Ad esempio, si dice che una funzione {\displaystyle f} è additiva se soddisfa l'equazione funzionale di Cauchy: 
{\displaystyle f\left(x+y\right)=f\left(x\right)+f\left(y\right)}

## Funzionali lineari
L'insieme dei funzionali che sono lineari e sono definiti sui vettori di uno spazio vettoriale {\displaystyle V} costituisce lo spazio duale {\displaystyle V^{'}}. Il prodotto scalare definisce in modo naturale un isomorfismo tra vettori e covettori, cioè tra lo spazio vettoriale e il suo duale. Se il prodotto scalare è euclideo e la base è ortonormale allora le componenti di vettori e covettori coincidono.

### Distribuzioni
Sia {\displaystyle S(\mathbb {R} )} lo spazio delle funzioni a supporto compatto in {\displaystyle \mathbb {R} } ed infinitamente derivabili. Un funzionale {\displaystyle F\in S^{\prime }(\mathbb {R} )} si dice regolare se {\displaystyle \exists f(x)} tale che:
{\displaystyle F(x)=\int f(x)\varphi (x)dx\qquad \forall \varphi \in S(\mathbb {R} )}
Le funzioni {\displaystyle \varphi \in S(\mathbb {R} )} sono chiamate funzioni test.
In fisica (e spesso anche in matematica) si indica solitamente con:
{\displaystyle \int f(x)\varphi (x)dx\qquad \forall \varphi \in S(\mathbb {R} )}
qualsiasi distribuzione, anche non regolare, benché in questi casi non si sappia definire che cosa rappresenta l'integrale; si parla allora di notazione simbolica, ed è necessario prestare un minimo di attenzione. 
Si può mostrare che tutti gli {\displaystyle L^{P}} definiscono distribuzioni regolari, ma non tutti gli elementi di {\displaystyle S^{\prime }(\mathbb {R} )} sono regolari, ad esempio la {\displaystyle \delta (x)} (delta di Dirac). In questi casi non è possibile costruire il funzionale a partire da una funzione {\displaystyle f(x)}, ma solo come di una successione di funzioni.

### Derivata funzionale e integrale funzionale
Le derivate funzionali sono derivate di funzionali: portano cioè informazione su come un funzionale cambia quando la funzione argomento cambia di una piccola quantità. Richard Feynman ha usato gli integrali funzionali come idea centrale nella sua formulazione della meccanica quantistica come somma sui cammini. Questo uso implica un integrale preso su un certo spazio funzionale.